# Loguivy-Plougras
Loguivy-Plougras är en kommun i departementet Côtes-d'Armor i regionen Bretagne i nordvästra Frankrike. Kommunen ligger i kantonen Plouaret som tillhör arrondissementet Lannion. År 2022 hade Loguivy-Plougras 788 invånare.

## Befolkningsutveckling
Antalet invånare i kommunen Loguivy-Plougras
Referens:INSEE